# Лонжо-Плюво
Лонжо-Плюво (фр. Longeault-Pluvault) — муніципалітет у Франції, у регіоні Бургундія-Франш-Конте, департамент Кот-д'Ор. Лонжо-Плюво утворено 1 січня 2019 року шляхом злиття муніципалітетів Лонжо i Плюво. Адміністративним центром муніципалітету є Лонжо. Населення — 1148 осіб (01.01.2021).